# Simulium

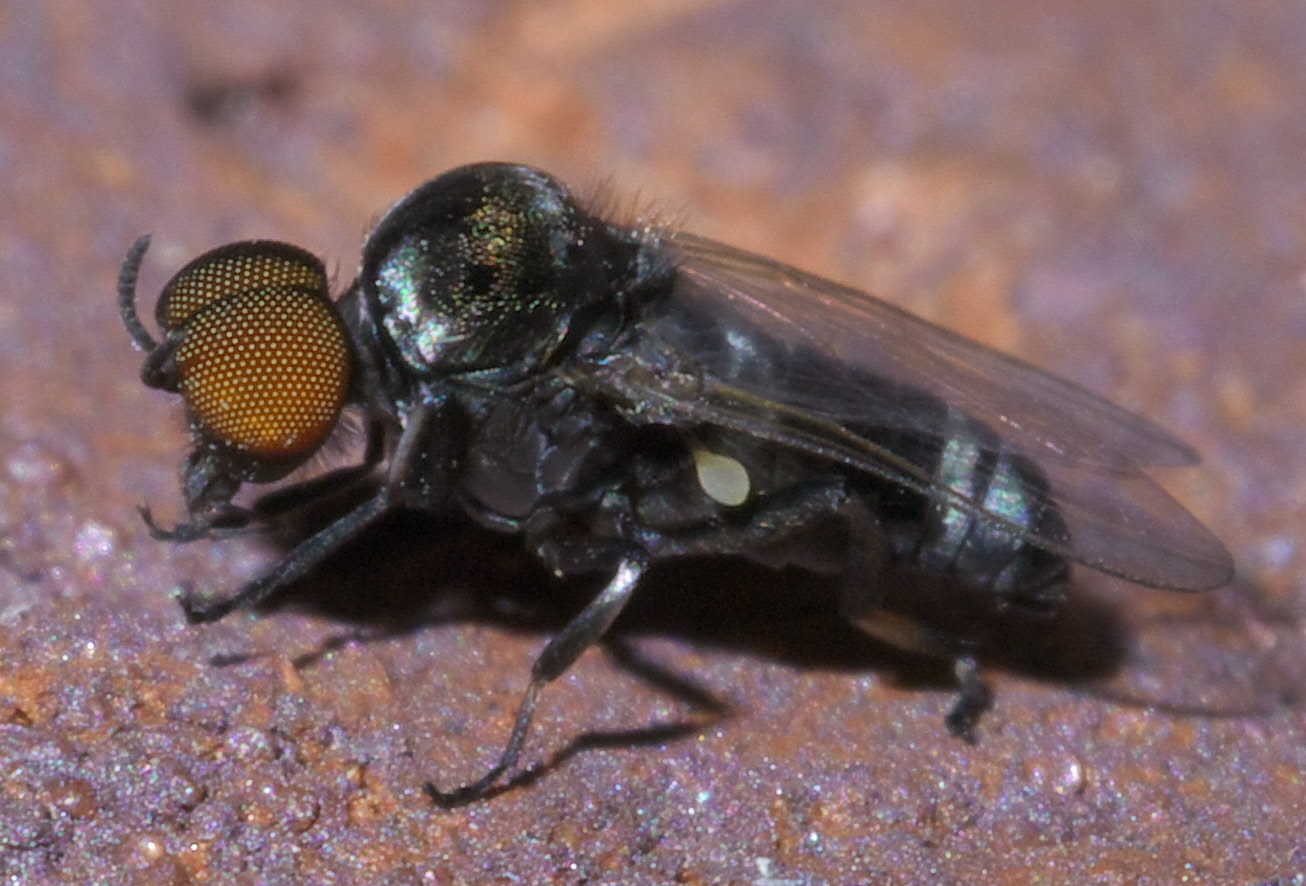

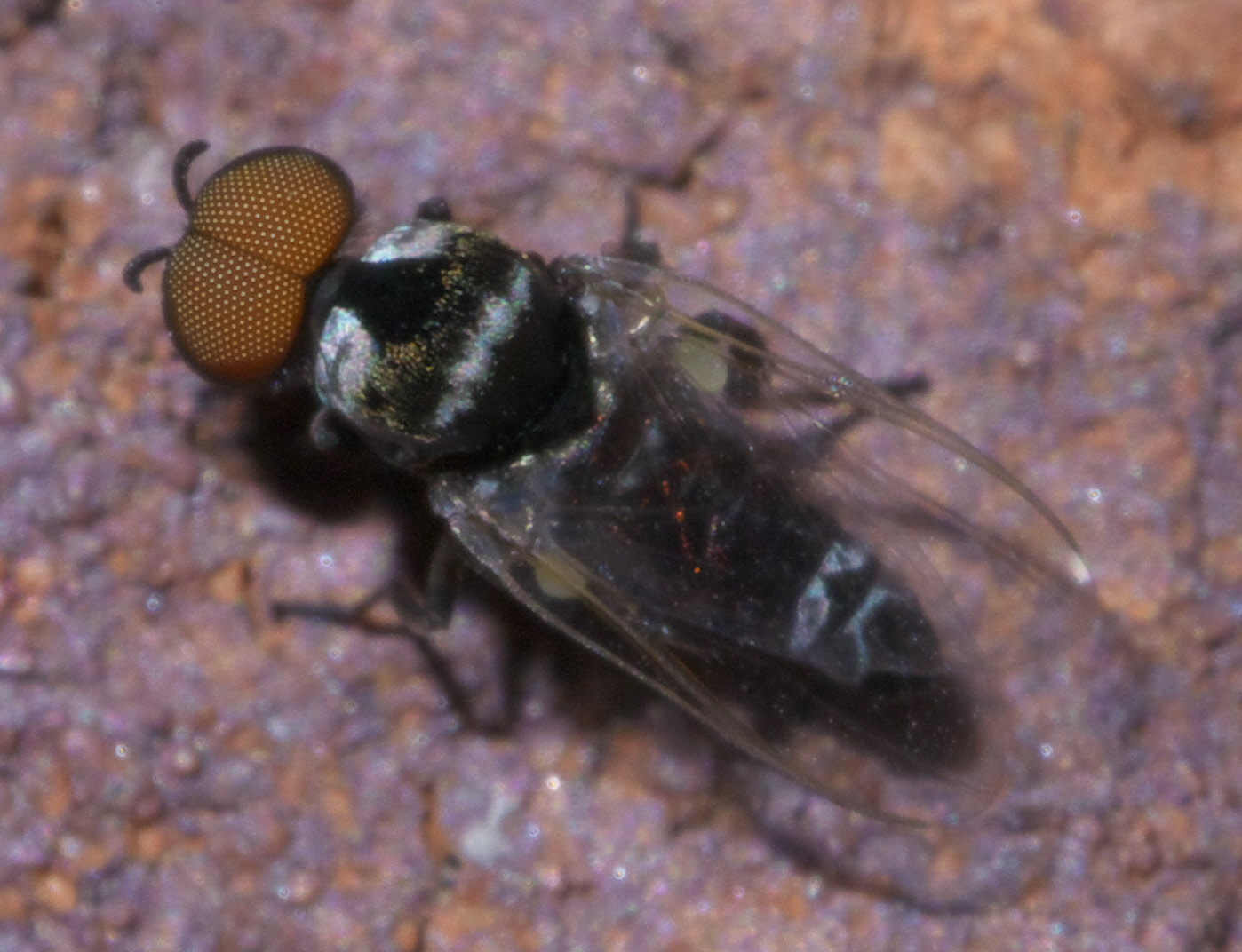

Simulium es un género de moscas negras, familia Simuliidae, que pueden transmitir enfermedades como la oncocercosis (ceguera de los ríos). Es un género grande con varios cientos de especies y 41 subgéneros, conocidas comúnmente como mbarigüíes, marigüíes o marihuíes.
Su saliva, que contiene anticoagulantes, una serie de enzimas e histamina, se mezcla con la sangre, evitando que se coagule hasta que es ingerida por la mosca. Estas picaduras causan daño tisular localizado y, si el número de moscas que se alimentan es suficiente, su alimentación puede producir una anemia por pérdida de sangre.
La reacción del huésped a los ataques de moscas puede incluir enfermedad sistémica, reacciones alérgicas o incluso la muerte, presumiblemente mediada por histamina. En los seres humanos, esta reacción sistémica se conoce como "fiebre de la mosca negra" y se caracteriza por dolores de cabeza, fiebre, náuseas, adenitis, dermatitis generalizada y asma alérgica.

## Nombres comunes
Algunas moscas negras se denominan :
En países de Hispanoamérica, se denominan comúnmente jején, maribíes, mbarigüíes, marigüíes o marihuíes.
- moutmout en partes de África central,
- simulie en Francia
- arabi o alambi en el sur de Francia, sobre todo en la Camarga, donde están muy presentes,
- mouche de Beynes por los soldados del campo de Beynes, en los Yvelines (Francia),
- yinyin o yenyen en Guyana,
- piúm o borrachudo en Brasil,
- mouche noire en Canadá,
- midges en las islas británicas, sobre todo en Escocia e Irlanda, donde están muy presentes.

## Sistemática
Hay más de  1,800 especies, algunas son difíciles de distinguir.
Subgéneros:
- Afrosimulium Crosskey, 1969
- Anasolen Enderlein, 1930
- Asiosimulium Takaoka & Choochote, 2005
- Aspathia Enderlein, 1935
- Boophthora Enderlein, 1921
- Boreosimulium Rubtsov & Yankovsky, 1982
- Byssodon Enderlein, 1925
- Chirostilbia Enderlein, 1921
- Crosskeyellum Grenier & Bailly-Choumara, 1970
- Daviesellum Takaoka & Adler, 1997
- Ectemnaspis Enderlein, 1934
- Edwardsellum Enderlein, 1921
- Eusimulium Roubaud, 1906
- Freemanellum  Crosskey, 1969
- Gomphostilbia Enderlein, 1921
- Hebridosimulium Grenier & Rageau, 1961
- Hellichiella Rivosecchi & Cardinali, 1975
- Hemicnetha Enderlein, 1934
- Inaequalium Coscarón & Wygodzinsky, 1984
- Inseliellum Rubtsov, 1974
- Lewisellum  Crosskey, 1969
- Meilloniellum  Rubtsov, 1962
- Metomphalus Enderlein, 1935
- Montisimulium  Rubtsov, 1974
- Morops Enderlein, 1930
- Nevermannia Enderlein, 1921
- Notolepria Enderlein, 1930
- Obuchovia  Rubtsov, 1947
- Phoretomyia  Crosskey, 1969
- Pomeroyellum  Rubtsov, 1962
- Psaroniocompsa Enderlein, 1934
- Psilopelmia Enderlein, 1934
- Psilozia Enderlein, 1936
- Pternaspatha Enderlein, 1930
- Rubzovia Petrova, 1983
- Schoenbaueria Enderlein, 1921
- Simulium Latreille, 1802
- Trichodagmia Enderlein, 1934[6]
- Wallacellum Takaoka, 1983
- Wilhelmia Enderlein, 1921
- Xenosimulium  Crosskey, 1969

- Lista de especies

## En el folclore balcánico
En la mitología serbia hay una leyenda sobre un "ala" (demonio) (una entidad femenina asociada con tormentas de granizo, locura y enfermedad) que se dice que murió en una cueva cerca de la ciudad de Golubac en el distrito de Pozarevac en el este de Serbia. Se dice que el cadáver en descomposición de este ser envía cada primavera un enjambre de moscas Golubatz, individuos de la especie Simulium colombaschense. El hecho de que la mosca Golubatz sea un chupasangre voraz y vector de enfermedades concuerda bien con las funciones atribuidas al "ala", enfatizando su potencia maligna, incluso en la muerte, mientras que la leyenda brinda, recíprocamente, una explicación folclórica de la génesis de un insecto tan desagradable.